# Друзі з привілеями
Друзі з привілеями, ДЗП (англ. friends with benefits (relationship), FWB, FWBR) — близькі стосунки між друзями, які передбачають сексуальну близькість. Можуть бути як короткочасними, так і перерости в традиційні романтичні стосунки, проте, на початку сторони зазвичай не вважають себе «парою» у традиційному розумінні. ДЗП-стосунки можуть бути романтичними, але не обов’язково.

## Опис

### Мета
Дослідження показують п'ять можливих причин для того, щоб почати дружити з привілеями:
1. Просто секс (чисто сексуальна мотивація)
2. Емоційний зв'язок (бажання більшої близькості та/або інтимності)
3. Простота стосунків (бажання легких, природних стосунків без стресу)
4. Уникнення більш серйозних стосунків (навмисне уникнення ексклюзивних та/або романтичних елементів)
5. Бажання саме ДЗП-стосунків (пари, які «… розійшлися та вирішили скористатись можливістю»).[2]

Сторони у ДЗП-стосунках вступають у них з розумінням, що вони закінчаться в якийсь момент часу. Це відрізняється від романтичних стосунків, які передбачають, що сторони мають намір залишаються у стосунках надовго. Однак, нерідко особи, які беруть участь в ДЗП-стосунках, часто змінюють мотивацію, чому вони і далі їх продовжують.

### Види сексуальних стосунків
На відміну від більш випадкових стосунків (наприклад секстингу, стосунків на одну ніч та інших коротких сексуальних контактів), ДЗП продовжують мати сексуальні стосунки та романи. Хоча це здається схожим, ДЗП стосунки відрізняються від випадкових статевих стосунків тим, що ДЗП стосунки є зобов'язанням до постійного випадкового сексу. Знайомства на одну ніч — це короткі зустрічі з обмеженим обміном інформацією. Залучені сторони зазвичай розлучаються наступного дня без будь-якого додаткового спілкування. Спілкування між людьми, які вже знайомі, але не обов'язково друзі. Шугарінг передбачає обмін подарунків або грошей на спілкування.

### Виклики з друзями з привілеями
ДЗП стосунки включають дружбу та сексуальні взаємодії без романтики. Певним чином успіх такого типу стосунків ґрунтується на уникненні. Навіть із зростанням популярності серед друзів із пільговими стосунками, немає високого рівня успішності продовження дружби після завершення дружніх стосунків із пільгами. Хоча ці стосунки встановлюються для безпечного зв'язку з партнером без емоцій, часто ці стосунки не є справжніми. Дослідження оманливої прихильності показує, що люди часто приховують свої щирі почуття через побоювання, що вони не будуть взаємними або добре прийнятими. Оманлива прихильність зрештою використовується як засіб захисту особистих почуттів, щоб ніхто не постраждав. Зрештою, ці стосунки залишаються складними, незважаючи на спроби позбутися емоцій, межі стають розмитими, а один партнер іноді розвиває почуття, які не завжди добре сприймаються іншим.

## Історія

### Термінологія
Походження терміна «друзі з привілеями» важко простежити, хоча він регулярно використовується та практикується в сучасному суспільстві. Найдавніше відоме використання цього терміна задокументовано в пісні Аланіс Моріссетт у 1995—1996 роках «Head over Feet», коли вона каже: «ти мій найкращий друг, найкращий друг із перевагами».

### Культурні рухи

#### Фемінізм третьої хвилі
Згідно з дослідженнями, жінки часто повідомляють, що вони не відчувають, що їхні потреби задовольняються у ДЗП стосунках.  Фемінізм третьої хвилі — це еволюція фемінізму другої хвилі . Фемінізм третьої хвилі — це віра в те, що «молодих жінок не повинні гальмувати ні традиційні норми сексуальності, які стигматизують жіночі сексуальні експерименти в незаангажованих стосунках, ні відчуття, що одна форма сексуальної практики є більш „феміністичною“, ніж інша (Вільямс і Йованович, стор. 158).» Фемінізм третьої хвилі часто описують у порівнянні з його минулими версіями як «більш розвинений і сексуально експресивний, і феміністки третьої хвилі кидають виклик очікуванням, що жіноча сексуальність є спрощеною».  Феміністки третьої хвилі також відкидають думку про те, що молодих жінок, які займаються випадковим сексом, стосунками з сексуальними жінками тощо, слід називати «повіями». Феміністки третьої хвилі з обох сторін можуть наводити аргументи щодо позитивів і негативів стосунків із ЖЖБ. З одного боку, ДЗП стосунки дозволяють жінкам досліджувати свою сексуальність у affaire de coeur, який можна вважати «безпечним», навіть якщо він необов'язковий, даючи їм простір для спілкування про свої потреби. З іншого боку, ДЗП стосунки можуть не допомогти жінкам орієнтуватися в повній мірі своєї сексуальної волі без експлуатації.

## Висвітлення в ЗМІ
У 2011 році вийшов фільм "Друзі з пільгами « з Джастіном Тімберлейком і Мілою Куніс у головних ролях, який описує стосунки друзів із пільгами між двома колегами. У тому ж році на екрани вийшов фільм „Без зобов'язань“ з Наталі Портман і Ештоном Кутчером у головних ролях. Він також зображував дружні стосунки між двома своїми колегами. Відтоді ця концепція стала явищем, яке часто згадується в популярній культурі та приймається суспільством.

## Дослідження та вивчення
Існує багато досліджень, які вивчають, як розвиваються стосунки ДЗП серед студентів навчальних закладів.
В епоху збільшення сексуального звільнення випадкові сексуальні стосунки продовжують набувати все більшого значення. Дослідження показують, що все більше студентів коледжу, як чоловіків, так і дівчат, повідомляють, що у певний момент у них були друзі, які мали пільгові стосунки. Чоловіки схильні розглядати ДЗП стосунки як випадкові, тоді як жінки схильні розглядати їх як дружбу. Чоловіки також частіше вступають у сексуальні стосунки з кимось, з ким вони не перебувають у романтичних стосунках.
Теми, які виникли в одному дослідженні ДЗП в університеті південної Каліфорнії, включали: „(1) стосунки ДЗП як розширення можливостей для молодих жінок, (2) стосунки ДЗП як не розширення можливостей для молодих жінок, (3) стосунки ДЗП як безпечний варіант у місце зв'язків і (4) контроль і влада у відносинах ДЗП“ (Williams & Jovanovic, стор. 167).»
Інше дослідження довело, що особи, які уникають прихильності, відчувають менше сексуального задоволення у стосунках. Це дослідження також виявило кореляцію між тривогою прихильності та сексуальним задоволенням.
Оскільки ДЗП стосунки продовжують бути темою інтересу, дослідження на цю тему починають втрачати свій негативний відтінок. ДЗП стосунки продовжують зростати популярністю серед молоді та людей похилого віку без маленьких дітей.

## Теорії

### Теорія обміну прихильністю
Теорія обміну прихильністю стверджує, що «індивідам необхідно дарувати і отримувати прихильності, щоб вижити і продовжувати рід». Коли люди не є частиною здорових стосунків, які дозволяють їм беззаперечно виявляти прихильність, у них менше тривоги у стосунках. Хоча деякі ДЗП стосунки можуть приховувати прихильність, деякі ДЗП стосунки можуть дати людям можливість отримати прихильність, навіть якщо вони не перебувають у відданих стосунках. Спілкування після сексу, як-от розмова подушкою, обійми та поцілунки, може мати позитивні результати. Якщо цього не відбувається, люди можуть затаювати ворожість. Дослідження показують, що стосунки, які не мають здорового спілкування після сексу (наприклад, деякі FWB стосунки), можуть відчувати уникнення прихильності через відсутність ніжного спілкування. Для того, щоб люди відчували сексуальне задоволення, важливо розуміти потреби прихильності сторін, які беруть участь у сексуальних стосунках.

### Теорія самовизначення
Штейн та ін. стверджують, що частина привабливості друзів із взаємовідносинами з перевагами пов'язана з теорією самовизначення (SDT) (стор. 318). SDT заглиблюється в потребу людини постійно шукати нові виклики. ДЗП стосунки приваблюють так багато людей через привабливість легких і необов'язкових стосунків. Основою SDT є потреба мати цілі, орієнтовані або на підхід, або на уникнення. Цілі, орієнтовані на підхід, зосереджені на тому, що людина може отримати від стосунків, у ситуації ДЗП це може бути секс. Цілі, спрямовані на уникнення, спрямовані на невдачі, яких можна уникнути. У випадку стосунків ДЗП людина може уникнути романтичних стосунків, які закінчуються з негативним результатом.